# 히에이 (전함)
히에이(일본어: 比叡)는 일본 제국 해군의 순양전함, 전함, 연습전함이다.

## 개요
군함 히에이는 곤고급 전함 2번함이다. 계획 당시에는 장갑순양함이었으나 영국에서 발주 · 건조된 곤고급 전함 1번함 곤고의 기술을 도입하여 일본에서 순양전함으로 준공하였고 개조 후 전함으로 함종을 변경하였다. 제 1차 세계 대전 이후 해군의 휴일을 맞이하여 군축 조약(런던 해군 군축 회의)로 인해 무장과 장갑을 철거하였고 연습함으로 운용되었다. 군축 조약이 효력을 잃은 후 개장하면서 야마토급 전함의 테스트용 함선으로 신 기술이 도입되었고 태평양 전쟁에서는 나구모 기동부대에 속하여 작전을 행했다. 1942년 11월 12일 제 3차 솔로몬 해전 제 1야전에서 피해를 입고 낮에 공습을 받아 침몰하였다. 히에이는 연습전함인 채 제적되었다.

## 함명
히에이의 함명은 교토 북동쪽에 위치한 히에이 산에서 유래한다. '히에이'의 이름을 갖는 일본 해군의 군함으로는 곤고급 코르벳 히에이에 이어 두번째로, 전후 해상자위대 하루나급 호위함 '히에이(ひえい)'로 이어진다.